# برنارد باسكوال
برنارد باسكوال (10 أبريل 1967 بأوبارفيلييه في فرنسا - ) (بالفرنسية: Bernard Pascual)‏ هو لاعب كرة قدم فرنسي في مركز الدفاع. لعب مع دندي يونايتد ونادي بوفيه ونادي لوهافر.

## وصلات خارجية
- برنارد باسكوال على موقع قاعدة بيانات كرة القدم.إي يو (الإنجليزية)